# Selaginella molliceps
Selaginella molliceps är en mosslummerväxtart som beskrevs av Antoine Frédéric Spring.
Selaginella molliceps ingår i släktet mosslumrar och familjen mosslummerväxter. Inga underarter finns listade i Catalogue of Life.